# Boater-Cross

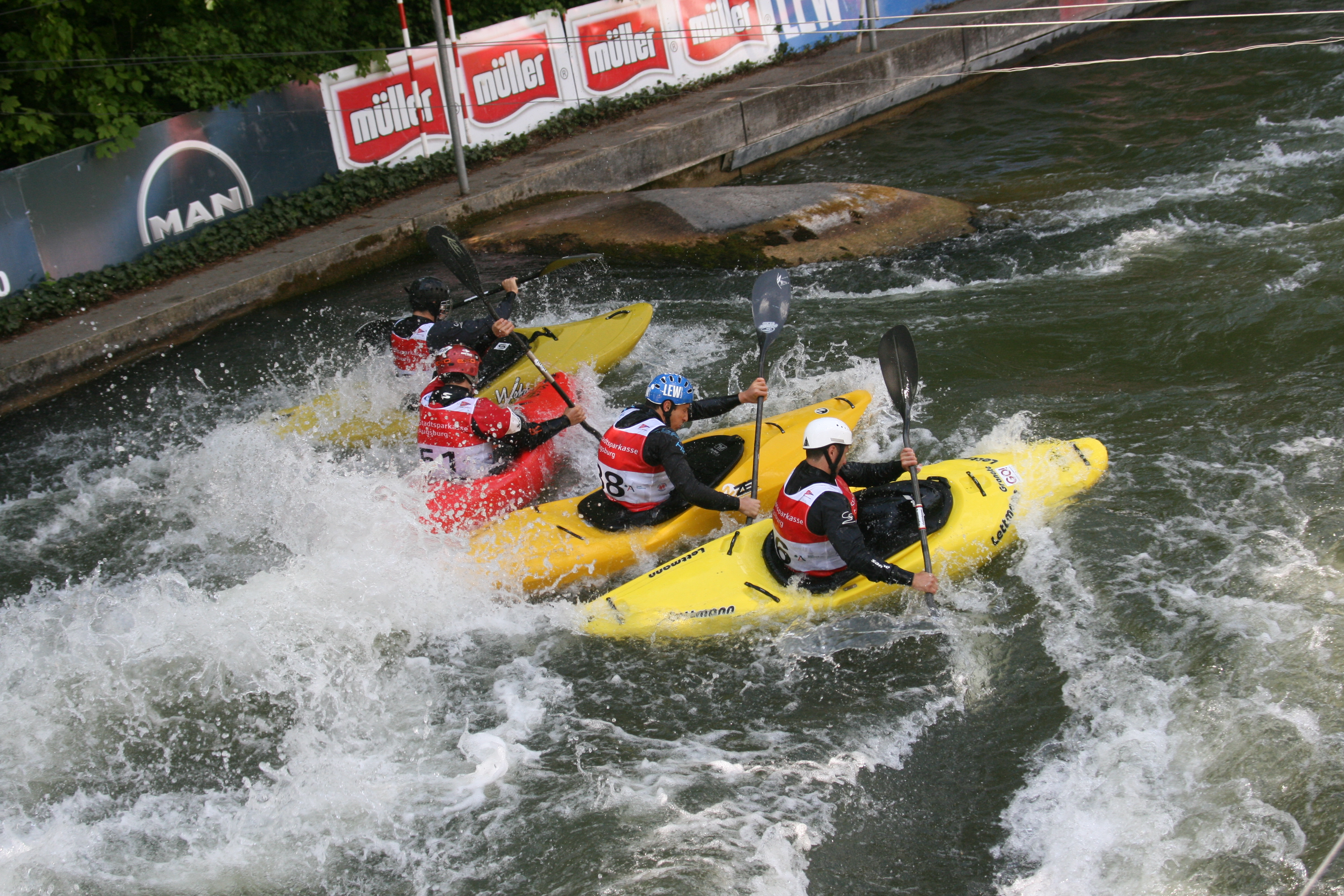
Kopf-an-Kopf Rennen kurz nach dem Start

Boater-Cross (CSLX – „Canoe Slalom Extreme“) ist ein Kopf-an-Kopf-Rennen. Mehrere Boote starten gleichzeitig einen Lauf („Heat“), und die Kanuten kämpfen direkt gegeneinander. Analog zum Snowboard-Rennen bei den Olympischen Spielen qualifizieren sich nur die beiden schnellsten, fehlerfrei gefahrenen Boote für die nächste Runde. Boater-Cross ist ein schnelles und aktionsreiches Rennen. Es bietet dem Zuschauer die Möglichkeit des direkten Vergleichs der Fahrer und sorgt für eine erhöhte Popularität.

## Geschichte und Entwicklung der Sportart

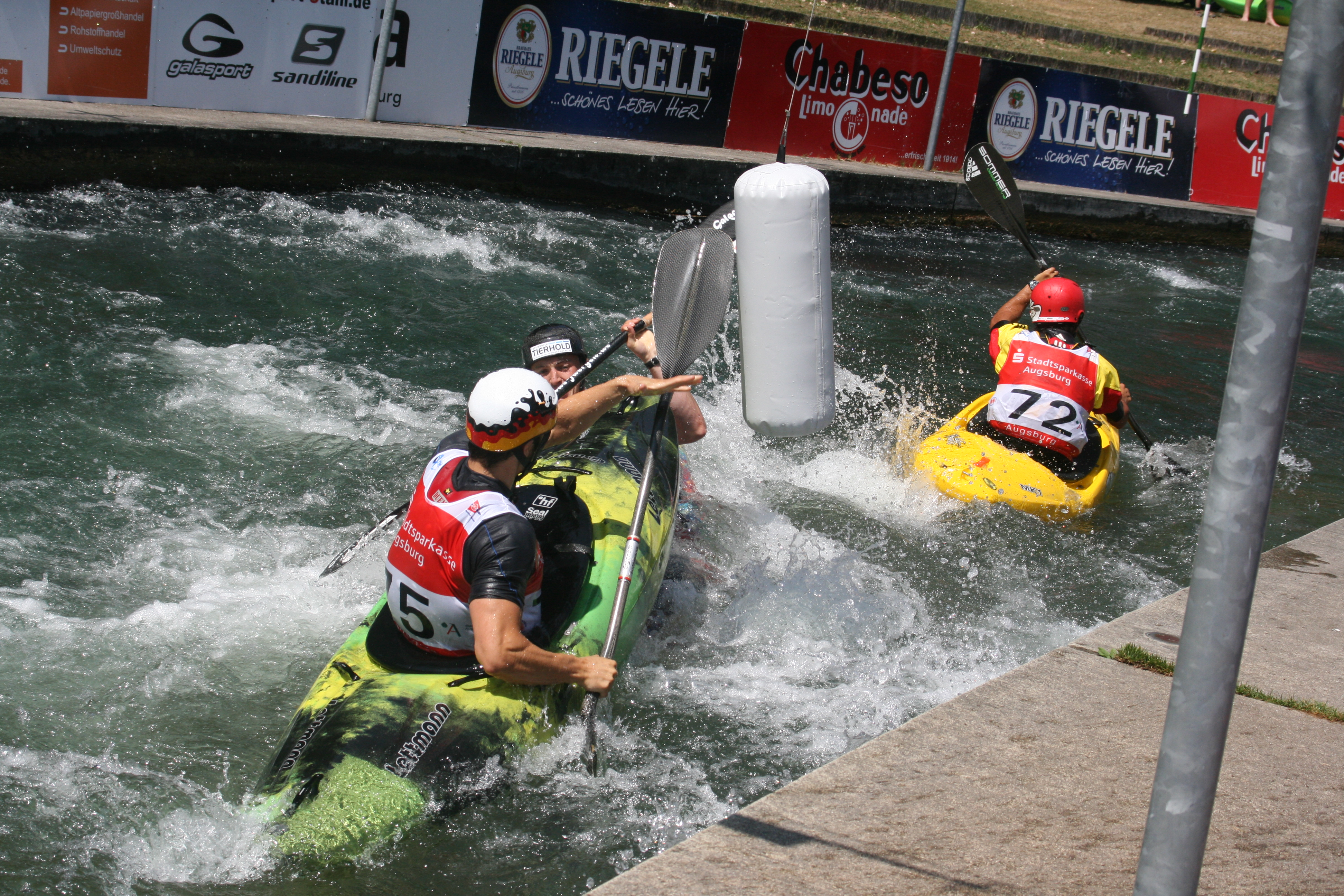
Wettkampf am „Abklatscher“

Bereits 2013 und 2014 richteten die Kanu Schwaben Augsburg jeweils ein Boater Cross Open aus. Im Mai 2015 und 2016 folgten ebenfalls auf dem Eiskanal die ersten beiden European Boater Cross Cups des Europäischen Kanuverbands (ECA). Zu dieser Zeit waren auf der Strecke noch „Abklatscher“ positioniert, die von jedem Fahrer mit einem Körperteil berührt werden mussten (Hand, Arm, Kopf, Schulter oder Torso). Eine Berührung nur mit dem Paddel reichte nicht. Schlug oder schob ein Paddler einen „Abklatscher“ absichtlich mit dem Paddel oder einem Körperteil zur Seite, um einem nachfolgenden Gegner das Berühren zu erschweren, wurde er disqualifiziert.
Boater-Cross war außerdem Bestandteil der 2016 und 2017 vom Internationalen Kanuverband (ICF) ausgerichteten Weltcup-Veranstaltungen. Bei den Kanuslalom-Weltmeisterschaften 2017 in Pau (Frankreich) wurde erstmals die Disziplin Slalom Extreme im Rahmen einer Weltmeisterschaft ausgetragen. Bei diesen Wettbewerben wurden die „Abklatscher“ entfernt und die Eskimorolle in einem bestimmten Streckenabschnitt eingeführt. Bei den Kanuslalom-Europameisterschaften 2021 in Ivrea (Italien) wurde Boater-Cross unter dem Namen CSLX („Canoe Slalom Extreme“) erstmal bei einer Europameisterschaft ausgetragen.
Im Jahr 2020 beschloss das Internationale Olympische Komitee, die Sportart als Canoe Slalom Extreme an Stelle von zwei Kanurennsport-Disziplinen in das Programm der Olympischen Sommerspiele 2024 aufgenommen wird.

## Strecke und Hindernisse
Über eine mehrere Meter hohe Rampe rutschen die Boote gleichzeitig in das Wildwasser (Massenstart). Im Wildwasser versucht jeder Kanute, die schnellste Linie zu finden und sich gegen die Konkurrenz durchzusetzen. Auf der Strecke gilt es, verschiedene Hindernisse zu bewältigen. Dazu gehören 4 bis 6 Abwärtstore und 4 Aufwärtstore. Je zwei Aufwärtstore müssen als Paare symmetrisch rechts und links angeordnet sein, sodass der Fahrer das eine oder das andere Tor wählen kann. Außerdem ist in einem bestimmten Streckenabschnitt eine Eskimorolle zu absolvieren. Das Auslassen eines Richtungstores oder ein anderer Regelverstoß führt zur sofortigen Disqualifikation. Der Fahrweg kann vom Fahrer jederzeit nachgebessert werden. Ein Paddler, der zum Beispiel an einem Hindernis vorbeigefahren ist, kann in einem zweiten Anlauf – ohne das Boot zu verlassen – die richtige Route fahren. Entscheidend ist die Reihenfolge der Zieldurchfahrt. Die beiden schnellsten, fehlerfrei gefahrenen Boote qualifizieren sich für den nächsten Lauf.
Die Länge der Strecke ist so abgemessen, dass sie innerhalb einer Zeit von etwa 45 bis 60 Sekunden zu bewältigen ist.

## Regeln
Boater-Cross ist ein sehr körperbetonter Sport. Gegenseitige Behinderungen sind erlaubt, aus Gründen der Sicherheit ist es jedoch wichtig, einige Regeln einzuhalten. Die Hände bleiben immer am Paddel. Reine Bootskontakte sind erlaubt, wodurch es möglich ist, ein anderes Boot zu schieben oder abzudrängen. Es ist jedoch verboten Personen oder Kajaks mit Händen oder Paddel zu schieben oder zurückzuhalten. Verboten sind auch jegliche Angriffe auf den Körper des Gegners. Das betrifft sowohl den Kontakt des gegnerischen Körpers mit dem Paddel als auch das absichtliche Rammen des gegnerischen Körpers mit der Bootsspitze. Auch ist es verboten, mit dem eigenen Paddel bewusst über das Boot des Gegners zu greifen. Richtungstore dürfen nicht bewusst zum Nachteil des Gegners weggeschlagen oder weggeschoben werden. Bei Regelverstößen wird ein Fahrer von der Jury sofort disqualifiziert.

## Bootstypen und Ausrüstung
Für ein Boater-Cross-Rennen sind ausschließlich handelsübliche moderne Creeker-Wildwasserboote und Riverrunner (Creeker mit flachem Heck für schnellere Drehungen) zugelassen. Sie dürfen in ihrer Bauart nicht verändert oder modifiziert werden. Verboten sind Boote mit zu spitz zulaufendem Bug (Vorbeugung gegen Verletzungen). Erlaubt sind Boote mit einer Länge von 205 bis maximal 275 cm und einem Bootsgewicht von mindestens 18 kg, die im Zulassungsindex des ICF gelistet sind. Diese Liste wird jeweils zum 1. Januar aktualisiert. Jeder Kanute ist verpflichtet, einen Helm, eine geeignete Schwimmweste sowie ein langärmliges Oberteil zu tragen.